# Poradz (powiat świdwiński)
Poradz  (też: Poradź; niem. Petersfelde) – wieś w Polsce położona w województwie zachodniopomorskim, w powiecie świdwińskim, w gminie Sławoborze.
W latach 1975–1998 miejscowość administracyjnie należała do województwa koszalińskiego.